# Sveučilište u Parizu
Sveučilište u Parizu (francuski: Université de Paris), metonimijski poznato kao Sorbonne, bilo je vodeće sveučilište u Parizu, u Francuskoj, od 1150. do 1970., osim 1793. – 1806. tijekom Francuske revolucije. Nastalo oko 1150. godine kao korporacija povezana s pariškom katedralnom školom, smatralo se drugim najstarijim sveučilištem u Europi. Službeno ga je 1200. godine utemeljio kralj Filip II., a priznao 1215. godine papa Inocent III., nadimak je dobio po svom teološkom koledžu Sorbonne, koji je utemeljio Robert de Sorbon, a ovlastio kralj Luj IX. oko 1257. godine.
Visoko ugledno na međunarodnoj razini zbog svoje akademske uspješnosti u humanističkim znanostima još od srednjeg vijeka – posebno u teologiji i filozofiji – uvelo je akademske standarde i tradicije koji su izdržali i proširili se, poput doktorata i studentskih nacija. Značajni pape, kraljevske obitelji, znanstvenici i intelektualci školovali su se na Sveučilištu u Parizu. Nekoliko koledža iz tog vremena još uvijek je vidljivo u blizini Panthéona i Jardin du Luxembourg: Collège des Bernardins (18 rue de Poissy, 5. arr.), Hôtel de Cluny (6 Place Paul Painlevé, 5. arr.), Collège Sainte-Barbe (4 rue Valette, 5. arr.), Collège d'Harcourt (44 Boulevard Saint-Michel, 6. arr.) i Cordeliers (21 rue École de Médecine, 6. arr.).
Godine 1793., za vrijeme Francuske revolucije, sveučilište je zatvoreno, a prema točki 27. Revolucionarne konvencije, zadužbine i zgrade koledža su prodani. Novo francusko sveučilište zamijenilo ga je 1806. s četiri neovisna fakulteta: Fakultetom humanističkih znanosti (francuski: Faculté des Lettres), Pravnim fakultetom (kasnije uključujući i Ekonomski), Prirodoslovnim fakultetom, Medicinskim fakultetom i Teološkim fakultetom (zatvoren 1885.).
Godine 1896. ponovno je osnovano novo Sveučilište u Parizu kao grupacija pariških fakulteta znanosti, književnosti, prava, medicine, protestantske teologije i École supérieure de pharmacie de Paris. Svečano ju je otvorio 19. studenog 1896. francuski predsjednik Félix Faure. Godine 1970., nakon građanskih nemira u svibnju 1968., sveučilište je podijeljeno na 13 autonomnih sveučilišta, koja su danas: Sveučilište Sorbonne, Sveučilište Panthéon-Sorbonne, Sveučilište Assas, Sveučilište Sorbonne Nouvelle, Sveučilište Paris Cité, Sveučilište PSL, Sveučilište Saclay, Sveučilište Nanterre, Sveučilište Sorbonne Paris North, Sveučilište Pariz-Istok Sveučilište Créteil i Sveučilište Paris 8. Chancellerie des Universités de Paris naslijedila je baštinu Sveučilišta u Parizu, uključujući zgradu Sorbonne, brend „La Sorbonne”, kontrolu međusveučilišnih knjižnica i upravljanje osobljem pariških sveučilišta (do 2007.).